# Anna Valley
Anna Valley – wieś w Anglii, w hrabstwie Hampshire, w dystrykcie Test Valley. Leży 17 km na północny zachód od miasta Winchester i 102 km na zachód od Londynu.